# Cambridge Apostles

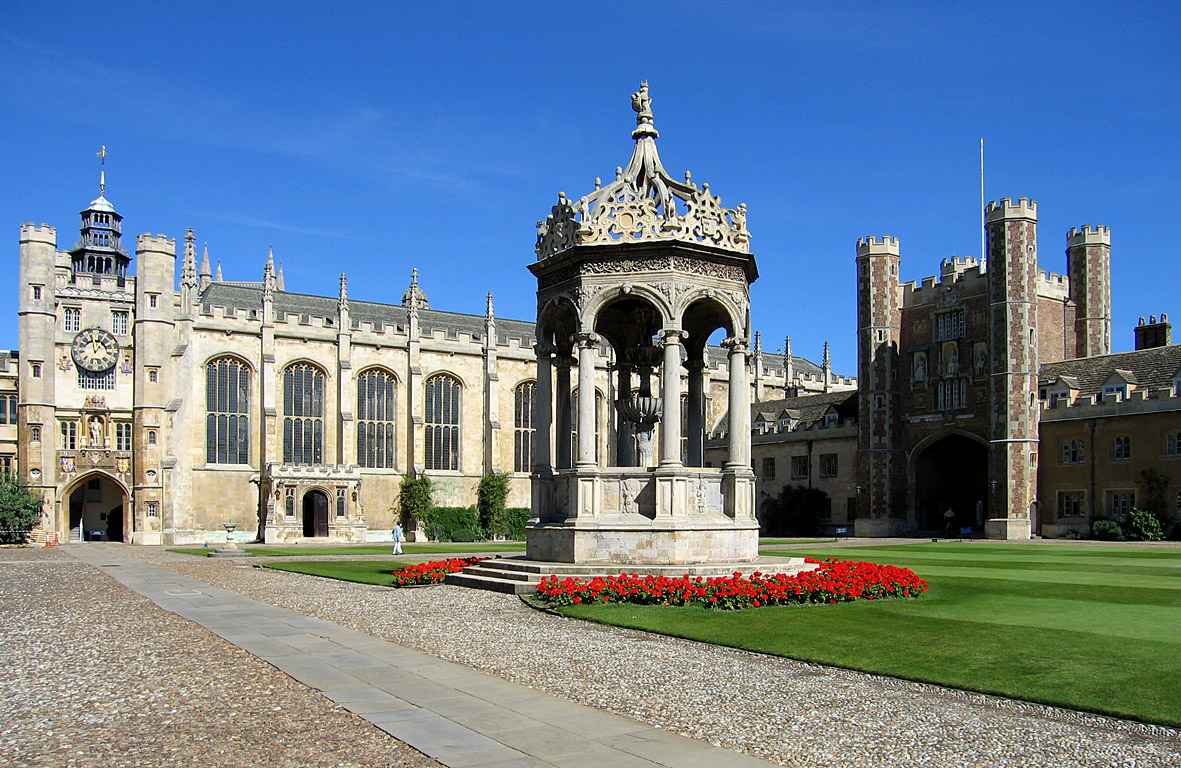
Trinity College Cambridge, waar veel van de apostelen studeerden

De Cambridge Apostles, ook bekend onder de naam Cambridge Conversazione Society is een intellectueel geheim genootschap van studenten (en een enkele keer ook afgestudeerden) aan de Universiteit van Cambridge, dat in 1820 werd opgericht door George Tomlinson, de latere Anglicaanse bisschop van Gibraltar. De naam is afgeleid van het aantal (namelijk twaalf) eerste leden van het genootschap.

## Activiteiten
De Apostles vormen een studentendispuut in de klassieke zin van het woord. De leden komen een keer per week – op zaterdagavond – bijeen, waarbij een van de leden een lezing geeft, waarop discussie volgt. Tijdens deze bijeenkomsten werd traditiegetrouw sardines-op-toast gegeten, door de leden aangeduid als whales, "walvissen". Tot 1970 bestond het genootschap enkel uit mannen. Sinds die tijd worden ook vrouwen toegelaten als lid. De leden van het genootschap worden 'apostelen' genoemd. Oud-leden worden aangeduid als angels, "engelen". Deze engelen worden eens in de zoveel jaar uitgenodigd voor een – overigens geheim – diner in een van de colleges van Cambridge. Studenten die – zonder dat ze dat zelf weten – aspirant-apostel zijn worden 'embryo's' genoemd. Zij worden uitgenodigd op zogenaamde embryo parties, waar de apostelen beoordelen of ze daadwerkelijk in aanmerking komen voor het lidmaatschap. Eenmaal toegelaten leggen de apostelen een eed af, waarin ze geheimhouding zweren. Bij die gelegenheid wordt ook de zogenaamde 'vloek' voorgelezen, die in 1852 werd opgesteld door de latere theoloog Fenton John Anthony Hort.

## Bloomsbury
De Apostelen zijn ook bekend door het feit dat hier de kiem gezaaid werd voor de latere Bloomsburygroep. Latere leden van deze groep als Lytton en James Strachey, John Maynard Keynes, G.E. Moore, E.M. Forster, Leonard Woolf, Roger Fry en Rupert Brooke hadden elkaar bij de Apostelen leren kennen.

## Cambridge Five
De apostelen kwamen in het nieuws toen begin jaren vijftig een spionagenetwerk dat zijn oorsprong had in Cambridge werd opgerold: de Cambridge Five. Een van de spionnen – Guy Burgess – was een oud-lid van de Apostelen. In 1963 bekende Anthony Blunt, ook een oud-Apostel, KGB-spion te zijn geweest. Hierna doken nu en dan geruchten op over structurele betrokkenheid van de Apostelen bij Russische spionage-activiteiten, maar hiervoor is nooit enig bewijs gevonden.

## Bekende Apostelen
- Julian Bell, schrijver
- Francis Birrell, criticus en journalist
- Anthony Blunt, kunsthistoricus KGB-spion
- Rupert Brooke, Lyriker (1908)
- Arthur Buller, jurist
- Charles Buller
- Guy Burgess, KGB-spion
- Goldsworthy Lowes Dickinson, historicus en filosoof
- Edward Morgan Forster, schrijver (1901)
- Roger Fry, kunsthistoricus en schilder (1887)
- Arthur Hallam, schrijver (1829)
- Godfrey Harold Hardy, wiskundige
- Eric Hobsbawm, historicus
- Fenton John Anthony Hort, theoloog (1851)
- Aldous Huxley, schrijver
- John Mitchell Kemble, historicus
- John Maynard Keynes, econoom
- Geoffrey Lloyd, filoloog
- Frederick Denison Maurice, literatuurwetenschapper en theoloog
- James Clerk Maxwell, natuurkundige (1852)
- Desmond McCarthy, schrijver
- John McTaggart Ellis McTaggart, filosoof
- George Edward Moore, filosoof (1894)
- Raymond Mortimer, kunstcriticus en journalist
- Victor Rothschild, bankier
- Bertrand Russell, filosoof (1892)
- John Tressider Sheppard, filoloog
- Gerald Shove, econoom (1909)
- Henry Sidgwick, filosoof (1857)
- Charles Percy Snow, schrijver en natuurkundige
- John Sterling, schrijver
- James Strachey, psychoanalyticus
- Lytton Strachey, schrijver (1902)
- Alfred Tennyson, schrijver
- Stephen Tomlin, beeldhouwer
- George Tomlinson, theoloog (1820)
- Richard Chevenix Trench, schrijver en theoloog
- George Macaulay Trevelyan, historicus
- Robert Trevelyan, schrijver en vertaler
- Saxon Sidney Turner, schrijver
- Arthur Waley, sinoloog en historicus
- Brooke Foss Westcott, theoloog
- Alfred North Whitehead, wiskundige en filosoof (1884)
- Ludwig Wittgenstein, filosoof (1912)